# Tren del Centenario

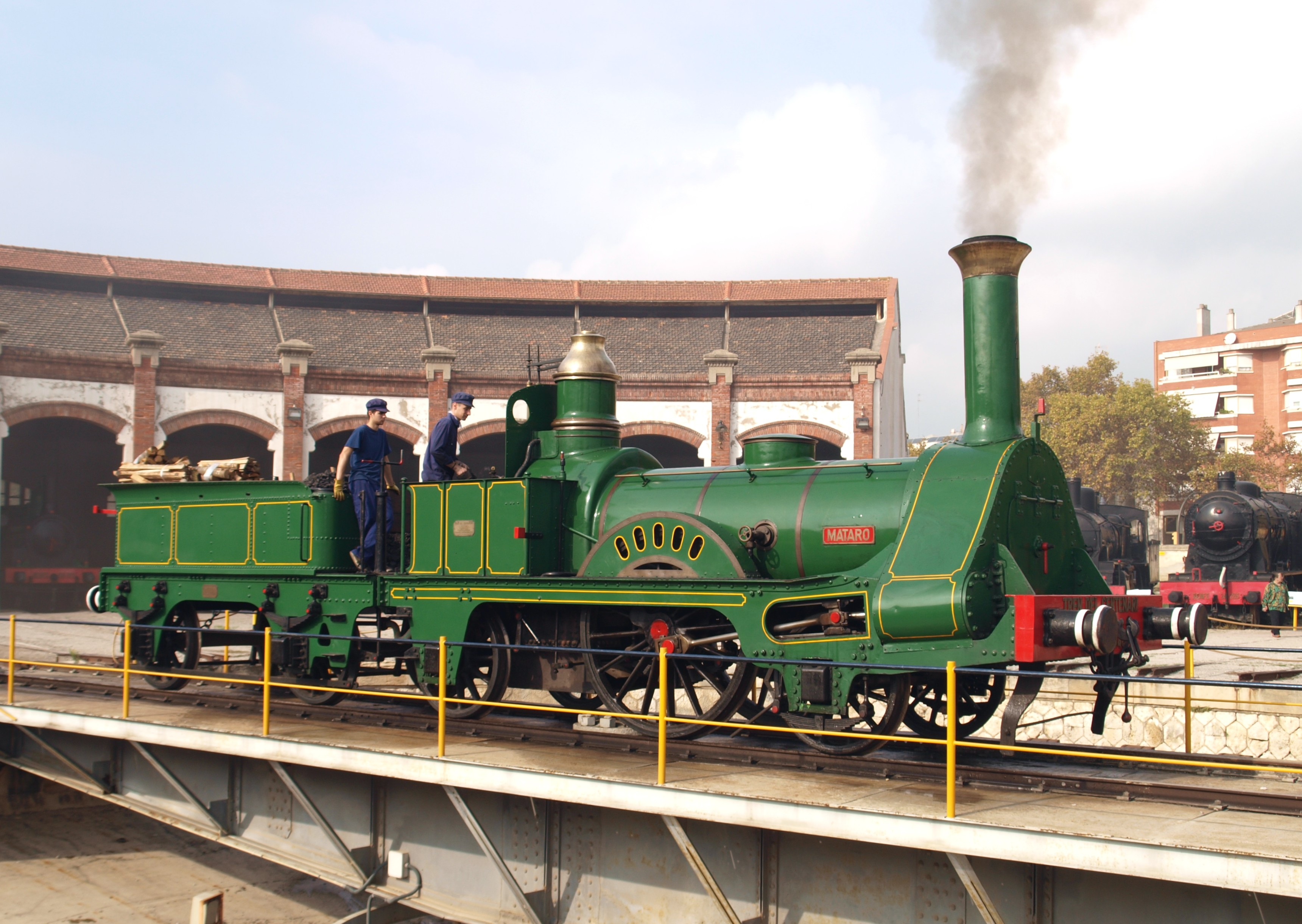
La locomotora del Centenario maniobrando en el Museo del Ferrocarril de Cataluña (2009).

El Tren del Centenario es una locomotora de vapor construida en 1947 por la Maquinista Terrestre y Marítima (MTM) de Barcelona para conmemorar los cien años de la primera circulación de un tren en la península ibérica, ocurrida en 1848. Constituye una réplica de la locomotora Mataró, la cual había sido desguazada en el siglo XIX. Además, también se construyeron para la ocasión varios coches de época para viajeros. El Tren del Centenario realizó un viaje conmemorativo por la línea Barcelona-Mataró en 1948.
En la actualidad la locomotora y los coches forman parte del inventario que compone el Museo del Ferrocarril de Cataluña.